# Alfonso de Salas
Alfonso de Salas (3 de setembro de 1943 – 24 de setembro 2019) foi um editor espanhol, fundador da revista Cambio 16, que teve um papel importante na transição democrática espanhola após a morte de Francisco Franco. Em 1989, ele participou da criação do jornal El Mundo, do qual foi presidente até 2007. Em 2006, ele também fundou o jornal econômico El Economista.